# Lucien Pothier
Lucien Pothier (15 de janeiro de 1883, Cuy - 29 de abril de 1957, Troyes) é um ciclista francês, conhecido como "Le Bouclier de Sens".

## Premiações
- 1904 : Paris-Roubaix (3º)
- 1904 : Liège-Bastogne-Liège (3º)

## Participações no Tour de France
- Tour de France 1903 : 2º na classificação geral
- Tour de France 1904 : desclassificado
- Tour de France 1907 : abandonou na 4ª etapa
- Tour de France 1909 : abandonou na 2ª etapa
- Tour de France 1910 : 28º na classificação geral